# Mod DB
Mod DB (Mod Database) – anglojęzyczny serwis internetowy poświęcony głównie modyfikacjom gier komputerowych.
Został założony w czerwcu 2002 roku przez Scotta „INtense!” Reismanisa i szybko zdobył opinię największego portalu o modyfikacjach gier w Internecie. Na początku 2013 roku w bazie serwisu zarejestrowanych było około 8 tys. gier, 10 tys. modyfikacji i tyle samo dodatkowych plików do gier. Na Mod DB organizowany jest corocznie konkurs „Mod of the Year”, który ma na celu wyłonić najlepsze modyfikacje w dwóch etapach: poprzez głosowanie użytkowników portalu, a następnie wybór redakcji.
W 2010 roku wystartowała także poboczna strona Indie DB skupiająca się na grach niezależnych, a w 2012 Slide DB o grach na urządzenia mobilne.